# 維爾紐斯電視塔
維爾紐斯電視塔是位於立陶宛維爾紐斯的一座電視塔，高326.5公尺。維爾紐斯電視塔是立陶宛最高的建築物。電視塔於1974年5月31日開始建設，1980年12月30日竣工。觀景台高165公尺，對一般遊客開放。自2000年開始，維爾紐斯電視塔在聖誕節時都會進行聖誕樹的裝飾。

## 外部連結
- 官方网站 （立陶宛文）（英文）（俄文）（波兰語）